# Dysdera gollumi
Dysdera gollumi este o specie de păianjeni din genul Dysdera, familia Dysderidae, descrisă de Ignacio Ribera și Arnedo, 1994.
Este endemică în Insulele Canare. Conform Catalogue of Life specia Dysdera gollumi nu are subspecii cunoscute.